# Панков, Иван Андреевич
Иван Андреевич Панков (16 (29) января 1907, Кременье, Суковская волость—декабрь 1976, Кашира) — советский хозяйственный, государственный и политический деятель, Герой Социалистического Труда.

## Биография
Родился 16 (29) января 1907 году в погосте Кременьях Суковской волости Коломенского уезда в семье мещан города Каширы Андрея Фёдоровича и Анны Павловны Панковых, крещён на следующий день. 
Член КПСС.
С 1920 года — на хозяйственной, общественной и политической работе. В 1920—1967 гг. — работник в собственном хозяйстве, чернорабочий на Каширской теплоэлектростанции, моторист, электромонтёр, бригадир электромонтёров, участник уничтожения и восстановления Каширской ГРЭС, мастер электроучастка Каширской ГРЭС № 4 имени Г. М. Кржижановского Мосэнерго Министерства энергетики и электрификации СССР.
Указом Президиума Верховного Совета СССР от 4 октября 1966 года присвоено звание Героя Социалистического Труда с вручением ордена Ленина и золотой медали «Серп и Молот».
Умер в Кашире в 1976 году.